# Salicilat de fenil
Salicilatul de fenil (cunoscut și sub denumirea de salol) este un salicilat.